# 张文昂
张文昂（1908年—1979年9月13日），山西省灵石县人。中华人民共和国政治人物。

## 生平

### 民国时期
1923年，张文昂考入山西省立国民师范学校。1926年，加入中国共产主义青年团，同年转为中共党员。1927年5月9日，张文昂在太原国民师范组织追悼李大钊等烈士，并担任大会主席，会后被太原当局逮捕，判处无期徒刑。1933年，改为有期徒刑15年。1935年，张文昂出山西反省院后，与中共地下党失掉联系。1936年，参加阎锡山组织的自强救国同志会，任民众委员会主任干事，军政训练委员会政治指导员；同年秋与中共地下党员宋劭文、戎子和、杜任之等共同发起（经阎同意）成立山西牺牲救国同盟会。9月18日，在太原市海子边公园召开群众大会，被推选为大会执行主席，宣布牺盟会正式成立，并发表了《牺盟会成立宣言》，后任牺盟总会执行委员，青年抗敌救亡先锋队副队长；同年冬，在程子华介绍下，重新加入中国共产党。1937年夏，任国民兵军官教导第8团政治主任。
抗日战争爆发后，张文昂任山西青年抗敌决死第2总队政委，山西第六行政区主任（后改称为督察专员），并以第六行政区主任的身份，设法解决部队补给供应等问题。1939年12月晋西事变中，张文昂任晋西南抗日拥阎讨逆总指挥部总指挥，在中共晋西南区委的领导和八路军晋西支队的配合下，与韩钧一起组织决死2纵队各部，进行自卫还击。经过20余天的奋战，于1940年1月转移至晋两北，在临县招贤镇与兄弟部队会师，紧接着又会同晋西北新军和八路军攻克临县城。同年11月，任晋西北新军总指挥部副总指挥。后担任晋西北行政公署高等法院院长。第二次国共内战时期，任晋绥军区联络部部长。1948年1月，晋冀鲁豫边区交通厅成立，厅长武竞天，张文昂出任副厅长。1948年9月1日，华北人民政府在石家庄成立，他出任任华北人民政府交通部副部长等职。

### 共和国时期
中华人民共和国成立后，张文昂任中央交通部办公厅主任、部党组副书书记；中央交通部航务总局副局长、局长，公私合营民生轮船有限公司总公司副总经理，长江水利委员会副主任。1961年8月调第八机械工业部任中国农业机械化科学研究院院长兼党委书记，中国农业机械学会党组书记等职。文化大革命期间，惨遭迫害，被关押十余年。于1979年6月平反出狱。1979年9月13日，张文昂在北京逝世，终年71岁。